# Lincoln megye (Arkansas)
Lincoln megye az Amerikai Egyesült Államokban, azon belül Arkansas államban található. Megyeszékhelye és legnagyobb városa Star City. Lakosainak száma 12 941 fő (2020. április 1.). Lincoln megye Jefferson, Drew, Cleveland, Arkansas és Desha megyékkel határos.

## Népesség
A megye népességének változása:
| Lakosok száma | 14 069 | 14 324 | 14 133 | 14 031 | 13 820 | 12 941 |
|               | 2010   | 2011   | 2012   | 2013   | 2015   | 2020   |